# Tricogípsids
Els tricogípsids (Trichogypsiidae) són una família d'esponges calcàries (Calcarea). Va ser descrita per Radovan Borojevic, Nicole Boury-Esnault i Jean Vacelet l'any 2000.

## Gèneres
Els següents gèneres pertanyen a la família Trichogypsiidae:
- Kuarrhaphis (Haeckel, 1872)
- Leucyssa (Haeckel, 1872)
- Trichogypsia (Carter, 1871)